# Evert Hoek
Evert Hoek (Rodesia del Sur, ahora Zimbabue, 1933) es un ingeniero mecánico surafricano-canadiense, especializado en ingeniería geológica, en túneles y estabilidad de taludes y referente internacional en mecánica de rocas.

## Biografía
Graduado en ingeniería mecánica por la Universidad de Ciudad del Cabo en 1955. Doctor en Ingeniería (PhD) por la Universidad de Ciudad del Cabo en 1965 con el trabajo titulado “Rock fracture under static stress conditions” y Doctor en Ciencias (D. Sc. Engineering) por la Universidad de Londres en 1975. En el año 1994 recibió el título honorífico de Doctor (equivalente a Doctor Honoris causa) en Ingeniería (D. Sc.) por la Universidad de Waterloo, en 2004 por laUniversidad de Toronto y en 2019 recibió el Doctor Honoris causa por la Universidad Politécnica de Cataluña.
Se ha dedicado a la docencia, la investigación y la consultoría en ingeniería geológica y minera.  Entre 1966 y 1975  fue profesor de mecánica de rocas en el Imperial College of Science and Technology de Londres (Gran Bretaña) y durante seis años (1987 a 1993) fue profesor del Departamento de Ingeniería Civil de la Universidad de Toronto (1966 a 1975) y  durante seis años ). Desde 1982 es miembro de la Royal Academy of Engineering, desde 2001 de la de la Canadian Academy of Engineering y asociado extranjero de la National Academy of Engineering desde 2006.
Después de graduarse en Ingeniería Mecánica en la Universidad de Cape Town en 1958, comenzó a trabajar como investigador en el South African Council for Scientific and Industrial Research dónde inició su trayectoria investigadora en el campo de la mecánica de rocas. Durante esta etapa, desarrolló una tarea investigadora importante relacionada con los esfuerzos soportados por las rocas alrededor de los túneles en minas de oro subterráneas situadas a gran profundidad (2 a 3 km) y los problemas que se  derivan, como por ejemplo los estallidos violentos de roca.
En el año 1966 aceptó la invitación de la Universidad de Londres para crear un centro interdepartamental para la investigación y la docencia en la mecánica de rocas en la Royal School of Mines en el Imperial College of Science and Technology. En 1968, mientras estaba al Imperial College, desarrolló junto con J.A. Franklin el ensayo triaxial aplicado a la mecánica de rocas. En el año 1970 fue nombrado profesor de mecánica de rocas de la Universidad de Londres.
El año 1975 ganó el AIME Rock Mechanics Award por sus contribuciones en el campo de la mecánica de rocas aplicada. En ese mismo año dejó el Imperial College y se trasladó a Canadá donde trabajó entre 1975 y 1987 como consultor de la empresa Golder Associates de Vancouver, empresa dedicada a la consultoría en geotecnia e ingeniería minera.
Entre 1993 y 2013, año de su jubilación, trabajó por todo el mundo como consultor y asesor independiente en proyectos de ingeniería civil y minera.
Actualmente continúa escribiendo y actualizando su trabajo y esporádicamente desarrolla tareas de consultoría.
A lo largo de su vida ha recibido un gran número de premios y reconocimientos. En 1979 recibió junto con el Dr. John Bray, el premio E. Burwell de la Geological Society of America en reconocimiento por la publicación de su manual “Rock Slope Engineering”. En 1983 fue el ponente de la Rankine Lecture de la British Geotechnical Association. En el año 1985 fue Medalla de oro de la Institution of Mining and Metallurgy del Reino Unido. En 1991 recibió el Premio Müeller de la International Society for Rock Mechanics, en 1993 recibió la Medalla William Smith y en 1998 el premio Profesor Lecturer (Strength of jointed rock masas) ambos galardones de la Geological Society of London. En el año 2000 le fue otorgado el premio Terzaghi Lecturer (Big tunnels in bad rock) de laAmerican Society of Civil Engineers y en 2018 el Lifetime Achievement Award de la International Tunnelling and Underground Space Association.
Una de las principales aportaciones de Hoek ha sido la introducción del criterio de rotura de macizos rocosos de Hoek-Brown, que define el comportamiento de ruptura frágil por compresión en estos macizos. Este criterio, publicado en 1980, ha sido adoptado a nivel mundial en múltiples aplicaciones relacionadas con la ingeniería geológica civil y minera, fue publicado. Hoek, junto con otros investigadores, lo ha ido perfeccionando y actualizando de forma continuada. La última revisión se publicó en 2019 en la revista Journal of Rock Mechanics and Geotechnical Engineering.
Hoek ha publicado más de 100 artículos y cuatro libros básicos sobre mecánica de rocas, ingeniería del terreno e la ingeniería minera.

## Libros publicados
- Hoek, E. y Bray, J. Rock slope engineering. London : Institution of Mining and Metallurgy, 1974. ISBN 9780900488214.
- Hoek, E. y Brown, E.T. Underground excavations in rock. Revised. London : Institution of Mining and Metallurgy, 1980. ISBN 0900488557.
- Hoek, E., Kaiser, P.K. y Bawden, W.F. Support of underground excavations in hard rock. Róterdam [etc.] : A.A.Balkema, 1995. ISBN 9054101873 (student papel ed).
- Hoek, E. Practical rock engineering [en línea]. 2000. [Consulta: 28 de febrero de 2019]. Disponible a: https://www.rocscience.com/assets/resources/learning/hoek/practical-rock-engineering-full-text.pdf